# Filistatoides insignis
Filistatoides insignis är en spindelart som först beskrevs av O. Pickard-Cambridge 1896.  Filistatoides insignis ingår i släktet Filistatoides och familjen Filistatidae. Inga underarter finns listade i Catalogue of Life.